# I Assemblea nazionale del popolo
La I Assemblea nazionale del popolo (cinese: 第一届全国人民代表大会) fu eletta nel 1954 e restò in carica fino al 1959. Era composta da 1226 deputati e si riunì in quattro sessioni, la prima delle quali si tenne nel settembre  1954. 
La l Assemblea approvò la nuova Costituzione ed elesse le nuove cariche dello Stato:
- presidente della Repubblica Popolare Cinese: Mao Zedong;
- presidente del Comitato permanente dell'Assemblea nazionale del popolo: Liu Shaoqi;
- primo ministro del Consiglio di Stato: Zhou Enlai;
- presidente della Corte suprema del popolo: Dong Biwu;
- procuratore generale della Procura suprema del popolo: Zhang Dingcheng.

## Elezioni presidenziali
| Elezione del Presidente     | Elezione del Presidente | Elezione del Presidente | Elezione del Presidente |
| Candidati                   | A favore                | Contrari                | Astenuti                |
| --------------------------- | ----------------------- | ----------------------- | ----------------------- |
| Mao Zedong                  | 1210                    | 0                       | 0                       |
| Elezione del vicepresidente |                         |                         |                         |
| Candidati                   | A favore                | Contrari                | Astenuti                |
| Zhu De                      | 1210                    | 0                       | 0                       |